# Bally Smart
Bally Smart (eigentlich: Mapidima Lesetja Smart; * 27. April 1989 in Polokwane) ist ein südafrikanischer Fußballspieler. 

## Karriere
Der offensive Mittelfeldspieler begann seine fußballerische Laufbahn mit 14 Jahren in England, wo er in der Jugendakademie von Norwich City spielte. Er debütierte für das Profiteam aus Norwich in der Zweitligasaison 2006/07 gegen den FC Burnley am 17. April 2007, als er in der 86. Spielminute eingewechselt wurde. Einige Zeit später bekam Smart seinen ersten Profivertrag bei den „Kanarienvögeln“, allerdings nur für eine Spielzeit.
Im Jahr 2007 wurde Bally Smart für drei Monate auf Leihbasis an den Drittligisten Milton Keynes Dons verliehen. In seiner Zeit dort kam Smart unter Trainer Paul Ince auf acht Einsätze. Nachdem der Vertrag beim Verein aus der Universitätsstadt im Osten Englands ausgelaufen war, wechselte der Mittelfeldspieler nach Griechenland zum dortigen Zweitligisten AO Kerkyra. Zu Beginn der Saison konnte er die ersten Einsätze für den Verein von der Insel Korfu verbuchen. In der gesamten Zeit dort war Smart hauptsächlich Ergänzungsspieler, von den insgesamt 20 Spielen spielte dieser nur zwei von Anfang an. Obwohl man in die Super League aufstieg, wurde der Kontrakt nicht verlängert. 
Im August 2010 unterschrieb Smart einen Vertrag bei Charlton Athletic. Das einzige Spiel im Trikot von Athletic machte Smart im Carling Cup gegen Shrewsbury Town und wurde nach 59 Minuten durch Andy Reid ersetzt.
Im März 2011 unterschrieb der Südafrikaner einen Vertrag beim lettischen Rekordmeister Skonto Riga. Das erste Spiel beim neuen Klub absolvierte er gegen den Liganeuling FB Gulbene, dort kam er nach der Halbzeitpause für Alans Siņeļņikovs auf das Feld. Mit dem amtierenden Meister startete er schwach in die Saison 2011 und wurde mit der Mannschaft nur vierter. Nach dieser Spielzeit verließ er Skonto und ging zurück nach Südafrika um sich dort bei SuperSport United für einen Vertrag zu empfehlen.